# Pelorus Island
Pelorus Island, il cui nome aborigeno Djabugay è Yanooa, è l'isola più settentrionale del gruppo delle Palm Islands ed è conosciuta anche come North Palm Island. L'isola è situata nel mar dei Coralli al largo della costa del Queensland, in Australia, a nord-ovest della città di Townsville e si trova 800 m a nord di Orpheus Island, tra Hinchinbrook Island e Great Palm Island.
Pelorus è lunga 2,9 km per 1,7 di larghezza e ha una superficie di 4 km². Amministrativamente dipende dalla  contea di Hinchinbrook.

## Toponimo
Il nome Pelorus fu dato probabilmente all'isola  in riferimento alla corvetta della Royal Navy HMS Pelorus.